# 萊曼 (內布拉斯加州)
萊曼（英語：Lyman）是位於美國內布拉斯加州斯科茨布拉夫縣的村。

## 人口
根據2020年美國人口普查的數據，萊曼的面積為0.80平方千米，皆為陸地。當地共有人口259人，而人口密度為每平方千米324人。